# Liste der Stolpersteine in Heuchelheim (Hessen)
Die Liste der Stolpersteine in Heuchelheim enthält die Stolpersteine, die im Rahmen des gleichnamigen Kunst-Projekts von Gunter Demnig in Heuchelheim verlegt wurden. Mit ihnen soll an die Opfer des Nationalsozialismus erinnert werden, die in Heuchelheim lebten und wirkten.

## Liste der Stolpersteine
| Name                       | Adresse                 | Bild | Inschrift | Verlegedatum | Biografie und Anmerkungen |
| -------------------------- | ----------------------- | ---- | --- | ------------ | ------------------------- |
| Ludwig Schönberg           | Bachstraße 23 ·         |      | Hier wohnte Ludwig Schönberg Jg. 1880 deportiert 1942 ermordet im besetzten Polen                                                        | 9. Juli 2016 |                           |
| Rosa Schönberg             | Bachstraße 23 ·         |      | Hier wohnte Rosa Schönberg geb. Goldschmidt Jg. 1887 deportiert 1942 ermordet im besetzten Polen                                         | 9. Juli 2016 |                           |
| Herbert Schönberg          | Bachstraße 23 ·         |      | Hier wohnte Herbert Schönberg Jg. 1921 deportiert 1942 ermordet im besetzten Polen                                                       | 9. Juli 2016 |                           |
| Meier Süßkind              | Gießener Straße 73 ·    |      | Hier wohnte Meier Süßkind Jg. 1880 Zwangsumzug 1939 Gießen deportiert 1942 ermordet im besetzten Polen                                   | 9. Juli 2016 |                           |
| Irene Süßkind              | Gießener Straße 73 ·    |      | Hier wohnte Irene Süßkind geb. Weinstein Jg. 1887 Zwangsumzug 1939 Gießen gedemütigt/entrechtet tot 8.5.1939                             | 9. Juli 2016 |                           |
| Hedwig Süßkind             | Gießener Straße 73 ·    |      | Hier wohnte Hedwig Süßkind verh. Beutler Jg. 1911 Flucht 1939 Holland interniert Westerbork deportiert 1942 Auschwitz ermordet 19.9.1942 | 9. Juli 2016 |                           |
| Paula Süßkind              | Gießener Straße 73 ·    |      | Hier wohnte Paula Süßkind verh. Rosengarten Jg. 1913 Zwangsumzug 1939 deportiert 1942 ermordet im besetzten Polen                        | 9. Juli 2016 |                           |
| Sally Süßkind              | Kinzenbacher Straße 3 · |      | Hier wohnte Sally Süßkind Jg. 1883 deportiert 1942 Sobibor ermordet 3.6.1942                                                             | 9. Juli 2016 |                           |
| Jenny Süßkind              | Kinzenbacher Straße 3 · |      | Hier wohnte Jenny Süßkind geb. Wallach Jg. 1890 deportiert 1942 Sobibor ermordet 3.6.1942                                                | 9. Juli 2016 |                           |
| Dr. Karl Siegfried Süßkind | Kinzenbacher Straße 3 · |      | Hier wohnte Dr. Karl Siegfried Süßkind Jg. 1912 Flucht 1936 Palästina                                                                    | 9. Juli 2016 |                           |
| Franz Hofmann              | Wilhelmstraße 37 ·      |      | Hier wohnte Franz Hofmann <Jg. 1908 eingewiesen 1.3.1935 Heilanstalt Goddelau 'verlegt' 29.5.1941 Hadamar ermordet 29.5.1941 'Aktion T4' | 9. Juli 2016 |                           |
| Irmgard Gernandt           | Wilhelmstraße 43 ·      |      | Hier wohnte Irmgard Gernandt Jg. 1921 seit 1933 Patientin in Heilanstalten 'verlegt' 11.6.1941 Hadamar ermordet 11.6.1941 'Aktion T4'    | 9. Juli 2016 |                           |